# Liste der Manhwa-Titel
Manhwas sind südkoreanische Comics. Diese Liste ist eine unvollständige Auswahl von Manhwa-Serien und -Einzelbänden.
| Titel ↓                                         | Alternative Titel                        | Autor(en)                                 | Jahr | Verlag und Printmedium    |
| ----------------------------------------------- | ---------------------------------------- | ----------------------------------------- | ---- | ------------------------- |
| Die 11. Katze                                   | 열한번째 고양이, yeolhanbeonjjae goyangi | Kim Mi-kyung                              | 2002 | Sigongsa                  |
| Ami – Queen Of Hearts                           | 소녀교육헌장, Sonyeo gyoyuk heonjang     | Im Ju-yeon                                | 2002 | Daewon C.I.               |
| Angel Diary                                     | 天行記                                   | Lee Yun-Hee, Kara (Zeichner)              | 2002 | Sigongsa                  |
| Arcana                                          | 아르카나                                 | So-Young Lee                              | 2005 | Daewon C.I.               |
| Archlord                                        | 아크로드                                 | Park Jin-hwan                             | 2005 | Daewon C.I.               |
| Ark Angels                                      |                                          | Park Sang Sun                             | 2007 |                           |
| Banya – Ein höllisch guter Kurier               | 폭주배달부 반야, Pok Ju Baedal Bu Banya  | Kim Young-oh                              | 2004 | Haksan                    |
| Bibi                                            |                                          | Kyung-Ah Choi                             | 2003 | Daewon C.I.               |
| Blumen des Bösen                                | 악의 꽃                                  | Hyeon-Sook Lee                            | 2006 | Daewon C.I.               |
| The Breaker                                     | 브레이커                                 | Geuk-Jin Jeon, Jin-Hwan Park (Zeichner)   | 2007 | Daewon C.I.               |
| Check                                           | 체크                                     | Lee So-Young                              | 2001 |                           |
| Cheonhaeng'gi                                   | 천행기, 天行記                           | Lee Yoon-hee, Kara (Zeichner)             | 2005 | Seoul Munhwasa            |
| Chonchu – Der Erbe des Teufelssteins            | 천추                                     | Sung-Jae Kim, Byung-Jin Kim (Zeichner)    | 2000 | Haksan                    |
| Ciel – Der letzte Herbst                        |                                          | Rhim Ju-yeon                              | 2005 | Daewon C.I.               |
| Crazy Love Story                                | 크레이지 러브스토리                      | Vin Lee                                   | 2004 | Daewon C.I.               |
| Dan Gu                                          | 단구                                     | Joong-Gi Park                             | 2003 | Haksan                    |
| Demon Diary                                     | 마왕일기                                 | KARA                                      | 2000 | Sigongsa                  |
| D.V.D.                                          |                                          | Kye Young Chon                            | 2003 | Seoul Cultural Publishers |
| Faeries’ Landing                                | 선녀 강림                                | You Hyun                                  | 1998 | Daewon C.I.               |
| Fantamir                                        |                                          | Eun-Jin Seo                               | 2004 | Haksan                    |
| Freezing                                        |                                          | Dall-Young Lim, Kim Kwang Hyun (Zeichner) | 2007 | Kill Time Communications  |
| I.N.V.U                                         |                                          | Kang Won Kim                              | 2000 | Haksan                    |
| Island                                          | 아일랜드                                 | In-Wan Youn, Kyung-Il Yang (Zeichner)     | 1998 | Daewon C.I.               |
| I Wish                                          |                                          | Seo Hyun Joo                              | 2000 |                           |
| June the Little Queen                           | 소녀왕                                   | Yeon-Ju Kim                               | 2003 | Seoul Cultural Publishers |
| K2 – Kill Me Kiss Me                            | Ｋ２－케이투－                           | Lee Young-You                             | 2000 | Daewon C.I.               |
| King of Hell                                    | 마제                                     | Ra In-soo, Kim Jae-hwan (Zeichner)        | 2001 | Daewon C.I.               |
| Kiss Me, Princess!                              | Ｋｉｓｓ ｍｅ 프린세스                   | Se-Young Kim                              | 2002 | Sigongsa                  |
| Kumiho – Der Fuchs mit den neun Schwänzen       |                                          | Hyun-Dong Han                             | 2002 | Daewon C.I.               |
| Legend                                          | 리젠드                                   | Soo-Jung Woo                              | 2004 | Seoul Cultural Publishers |
| Die Legenden vom Traumhändler                   | 아기장수 이야기                          | Lee Jeong-a                               | 2004 | Seoul Cultural Publishers |
| The Legend of the Sword                         | 파검기                                   | Yeo Beop-Ryong, Park Hui-Jin (Zeichner)   | 1999 | Daewon C.I.               |
| Les Bijoux                                      | 레비쥬                                   | Sang-Sun Park                             | 2000 | Daewon C.I.               |
| Love Virus                                      | 러브 바이러스                            | Riang Ryu                                 | 2004 | Seoul Cultural Publishers |
| Model                                           | 모델                                     | So-Young Lee                              | 2004 | Daewon C.I.               |
| Nabi                                            | 나비                                     | Kim Yeon-Joo                              | 2006 | Daewon C.I.               |
| Priest                                          | 프리스트                                 | Hyung Min-woo                             | 1998 | Daewon C.I.               |
| Pucca                                           | 뿌까                                     | Vooz                                      | 2000 |                           |
| Ragnarök                                        | 라그나로크                               | Lee Myung-jin                             | 1995 | Daewon C.I.               |
| Rebirth                                         | 리버스                                   | Lee Kang-woo                              | 1998 | Daewon C.I.               |
| Recast                                          | 리캐스트                                 | Kye Seung-Hui                             | 2003 | Daewon C.I.               |
| Redrum 327                                      | 레드럼327                                | Ko Ya-seong                               | 2003 | Daewon C.I.               |
| Ritter der Königin                              | 여왕의 기사                              | Kim Kang-won                              | 1997 | Haksan                    |
| Sad Love Story                                  | 슬픈연가                                 | Geo, Ji-Sang Sin                          | 2005 | Daewon C.I.               |
| Shi Hwa Mong – Ein Drilling kommt selten allein | 시화몽                                   | Lee Jong-eun                              | 2002 | Seoul Culture Corporation |
| Shin Angyo Onshi                                | 신암행어사                               | Youn In-wan, Yang Kyung-il (Zeichner)     | 2001 | Daewon C.I.               |
| Snow Drop                                       | 스노우 드롭                              | Choi Kyung-ah                             | 1999 | Daewon C.I.               |
| Sweet & Sensitive                               | 다정다감                                 | Eun-Ah Park                               | 1999 | Daewon C.I.               |
| Das Tarot Café                                  | 타로카페                                 | Sang-Sun Park                             | 2002 | Sigongsa                  |
| Under the Glassmoon                             |                                          | Ko Ya-Seong                               | 2003 | Daewon C.I.               |
| Verführung und Liebe                            | 사랑보다 아름다운 유혹                   | Lee Hyeon-sook                            | 2004 | Daewon C.I.               |
| XS                                              | ＸＳ엑세스                               | Song Ji-Hyung                             | 2003 | Haksan                    |
| Das Zeitalter des Todes                         | 風葬의 時代                              | Lee Sung-Gyu, Kim Young-Bin               | 2004 | Daewon C.I.               |
| Zombie Hunter                                   | 양경일                                   | Kazumasa Hirai, Yang Kyung-il (Zeichner)  | 1999 | Aspect Comix              |